# Steffen Mensching
Steffen Mensching (* 27. Dezember 1958 in Ost-Berlin) ist ein deutscher Theaterintendant, Schriftsteller, Schauspieler und Regisseur.

## Leben
Im gemeinsam gegründeten Liedertheater Karls Enkel traf Mensching, der Journalistik und Kulturwissenschaft studiert hat, auf Hans-Eckardt Wenzel, mit dem er bis Anfang der 1990er-Jahre zusammen als Duo Mensching & Wenzel in selbstgeschriebenen hintergründig-philosophischen Kabarettprogrammen auftrat. Im September 1989 zählte er zu den Verfassern der Resolution von Rockmusikern und Liedermachern, die er auch zu Beginn von Veranstaltungen vorlas, und war im Herbst 1989 kurzzeitig inhaftiert.
Mensching war gemeinsam mit der Ulk-Band Schnaftl Ufftschik zu erleben, tritt aber in neuerer Zeit nahezu ausschließlich als Autor in Erscheinung, mit Büchern wie Jacobs Leiter und Beiträgen in Zeitschriften. Daneben begann er mit Regiearbeiten am Theater, so beispielsweise in Chemnitz.
Seit Beginn der Spielzeit 2008/2009 ist er Intendant und Geschäftsführer des Theaters Rudolstadt.
Steffen Mensching ist Mitglied des PEN-Zentrums Deutschland.
Journalistisch schreibt er für Tagesmedien wie Frankfurter Rundschau und junge Welt.

## Privates
Mensching lebt in Rudolstadt und hat zwei Söhne.

## Werke
- Poesiealbum 146. Verlag Neues Leben, Berlin 1979.
- Erinnerung an eine Milchglasscheibe. Gedichte. Mitteldeutscher Verlag, Halle/Leipzig 1984, ISBN 3-354-00657-9.
- Tuchfühlung. Gedichte. Mitteldeutscher Verlag, Halle/Leipzig 1986, ISBN 3-7609-7008-7.
- (mit Hans-Eckardt Wenzel): Der Abschied der Matrosen vom Kommunismus. Texte der Revuen. Eulenspiegel-Verlag 1991, ISBN 3-359-00970-3.
- (mit Hans-Eckardt Wenzel): Allerletztes aus der DaDaeR. Hundekomödie. Textbücher. Herausgegeben von Andrea Doberenz. Mitteldeutscher Verlag 1991, ISBN 3-354-00737-0.
- Pygmalion. Roman. Mitteldeutscher Verlag, Halle/Leipzig 1991, ISBN 3-354-00721-4.
- Struwwelpeter, neu erzählt. Rütten & Loening, 1993, ISBN 3-352-00514-1.
- Berliner Elegien. Gedichte. Faber und Faber, Leipzig 1995, ISBN 3-928660-37-3.
- Quijotes letzter Auszug. Ein Monolog nach Cervantes. Edition Schwarzdruck, Berlin 2001, ISBN 3-935194-06-4.
- (als Hg.) Rudolf Leonhard: In derselben Nacht. Das Traumbuch des Exils. Aufbau-Verlag, Berlin 2001, ISBN 3-351-02527-0.
- Jacobs Leiter. Roman. Aufbau-Verlag, Berlin 2003, ISBN 3-351-02972-1.
- Lustigs Flucht. Roman. Aufbau-Verlag, Berlin 2005, ISBN 3-351-03053-3.
- Ohne Theo nach Lodz. Und andere Reisegeschichten. Seitenstraßen Verlag, Berlin 2006, ISBN 3-937088-04-0.
- Mit Haar und Haut. Xenien für X. Liebesgedichte. Aufbau-Verlag, Berlin 2005, ISBN 3-351-03074-6.
- Das gewisse Etwas. Ausgewählte Gedichte. Edition Schwarzdruck, Berlin 2009, ISBN 978-3-935194-29-7.
- Schermanns Augen. Roman. Wallstein Verlag, Göttingen 2018, ISBN 978-3-8353-3338-3.
- In der Brandung des Traums. Gedichte. Wallstein Verlag, Göttingen 2021, ISBN 978-3-8353-3938-5.
- Hausers Ausflug. Roman. Wallstein Verlag, Göttingen 2022, ISBN 978-3-8353-5305-3.

## Filmografie
- 1988: In einem Atem
- 1990: Letztes aus der Da Da eR

## Hörspiele
- 1987: Erich Kästner: Fabian oder Der Gang vor die Hunde (Stefan Labude) – Regie: Joachim Staritz (Hörspiel – Rundfunk der DDR)

## Gespräche
- (mit Achim Engelberg): „Ich dachte, ich hätte Vergangenheit rekonstruiert, aber ich habe Zukunft beschrieben“. Ein Gespräch mit Steffen Mensching über Dokumente, Phantasie und Literatur, in: Sinn und Form, Bd. 75, Heft 5, 2023, S. 665–678, ISBN 978-3-943297-73-7.

## Auszeichnungen
- 1989/1990: Heinrich-Heine-Preis des Ministeriums für Kultur der DDR, mit Hans-Eckardt Wenzel
- 1991: Deutscher Kleinkunstpreis – Förderpreis der Stadt Mainz, mit Hans-Eckardt Wenzel
- 1995: Deutscher Kabarettpreis (Hauptpreis), mit Hans-Eckardt Wenzel
- 2019: Erich-Fried-Preis[3]
- 2020: Literaturpreis der Uwe Johnson-Gesellschaft[3]
- 2021: Thüringer Literaturpreis
- 2022: Berliner Literaturpreis
- 2023: Bundesverdienstkreuz